# 锡溪乡
锡溪乡，是中华人民共和国四川省达州市渠县曾经下辖的一个乡。2019年12月，撤销锡溪乡，将其所属行政区域划归临巴镇管辖。

## 行政区划
锡溪乡撤销前下辖以下地区：
锡溪社区、龙井村、向光村、中道村、石咀村和民胜村。